# David Galeuchet
David John Galeuchet (* 1971; heimatberechtigt in Basse-Allaine, ursprünglich in Courtemaîche) ist ein Schweizer Politiker (Grüne).

## Leben
David Galeuchet studierte Biologie und promovierte 2003 an der Universität Zürich. Er ist Energiefachmann und arbeitet seit 2011 bei der Firma Solarmarkt in Aarau. Er lebt in Bülach.

## Politik
David Galeuchet war von 2010 bis 2018 Mitglied des Gemeinderates (Legislative) von Bülach, wo er der Raumplanungskommission angehörte.
Im August 2018 konnte Galeuchet für die zurückgetretene Regula Kaeser in den Kantonsrat des Kantons Zürich nachrücken. Er war von 2018 bis 2019 Mitglied der Kommission für Staat und Gemeinden und von 2019 bis 2022 Mitglied der Kommission für Planung und Bau. Seit 2022 ist er Mitglied der Kommission für Energie, Verkehr und Umwelt.
Galeuchet war von 2010 bis 2016 Vorstandsmitglied und von 2016 bis 2022 Präsident der Grünen Bülach. Seit 2022 ist er Präsident der Grünen Bezirk Bülach. Von 2018 bis 2020 war Galeuchet Vorstandsmitglied und seit 2020 ist er Vizepräsident des Fachverbands für Sonnenenergie Swissolar Schweiz. Seit 2013 ist er Vorstandsmitglied von Neue Energie Aargau NEA.
David Galeuchet ist Gesellschafter und Geschäftsführer der Agrimonia GmbH und Verwaltungsrat der Helianthus AG in Bachenbülach.